# ANAオープンゴルフトーナメント
ANAオープンゴルフトーナメント（エイエヌエイ オープンゴルフトーナメント）は、日本の大手航空会社、全日本空輸（ANA）の主催、日本ゴルフツアー機構（JGTO）公認の男子プロゴルフトーナメントの1つであり、北海道北広島市にある札幌ゴルフ倶楽部輪厚（わっつ）コースを舞台にして毎年9月第3週に開催されている。2024年現在、賞金総額1.5億円、優勝賞金3000万円。

## 大会の歴史
- 1971年に札幌テレビ放送（STV）および開催コースの札幌ゴルフ倶楽部の共催により3日間競技による「STVカップ札幌オープンゴルフトーナメント」としてスタート。1973年からはANAが新たなスポンサーとなり、「全日空札幌オープンゴルフトーナメント」として生まれ変わり、大会も4日間競技となった。その後「全日空オープンゴルフトーナメント」（1986年から）の名称を経て2002年から現在の大会名となっている[2]。
- 2018年大会は北海道胆振東部地震の影響により開催が中止され[3]、主催のANAは賞金の一部をこの地震の被災地支援として使うと発表した。
- 2019年大会は例年の開催週にラグビーワールドカップ日本大会の試合が札幌ドームで行われることからインフラへの影響を考慮し、開催時期を1週間繰り上げる処置が取られた[4]。
- 2020年は新型コロナウイルス感染拡大の影響で開催が中止された[5]。
- 2021年の開催については調整中のため、当初のツアー日程から外れたが、同年3月29日に開催が決定した[6]。

## 歴代優勝者
| 開催年 | 回数   | 優勝者名                 | 開催コース                                         |
| ------ | ------ | ------------------------ | -------------------------------------------------- |
| 2024年 | 第50回 | 岩﨑亜久竜               | 札幌ゴルフ倶楽部輪厚コース                         |
| 2023年 | 第49回 | 谷原秀人                 | 札幌ゴルフ倶楽部輪厚コース                         |
| 2022年 | 第48回 | 大槻智春                 | 札幌ゴルフ倶楽部輪厚コース                         |
| 2021年 | 第47回 | スコット・ビンセント     | 札幌ゴルフ倶楽部輪厚コース                         |
| 2019年 | 第46回 | 浅地洋佑                 | 札幌ゴルフ倶楽部輪厚コース                         |
| 2017年 | 第45回 | 池田勇太                 | 札幌ゴルフ倶楽部輪厚コース                         |
| 2016年 | 第44回 | ブレンダン・ジョーンズ   | 札幌ゴルフ倶楽部輪厚コース                         |
| 2015年 | 第43回 | 石川遼                   | 札幌ゴルフ倶楽部輪厚コース                         |
| 2014年 | 第42回 | 宮本勝昌                 | 札幌ゴルフ倶楽部輪厚コース                         |
| 2013年 | 第41回 | 小田孔明                 | 札幌ゴルフ倶楽部輪厚コース                         |
| 2012年 | 第40回 | 藤田寛之                 | 札幌ゴルフ倶楽部輪厚コース                         |
| 2011年 | 第39回 | カート・バーンズ         | 札幌ゴルフ倶楽部輪厚コース                         |
| 2010年 | 第38回 | 池田勇太                 | 札幌ゴルフ倶楽部輪厚コース                         |
| 2009年 | 第37回 | 谷口徹                   | 札幌ゴルフ倶楽部輪厚コース                         |
| 2008年 | 第36回 | 矢野東                   | 札幌ゴルフ倶楽部輪厚コース                         |
| 2007年 | 第35回 | 篠崎紀夫                 | 札幌ゴルフ倶楽部輪厚コース                         |
| 2006年 | 第34回 | 近藤智弘                 | 札幌ゴルフ倶楽部輪厚コース                         |
| 2005年 | 第33回 | 深堀圭一郎               | 札幌ゴルフ倶楽部輪厚コース                         |
| 2004年 | 第32回 | チャワリット・プラポール | 札幌ゴルフ倶楽部輪厚コース                         |
| 2003年 | 第31回 | 葉偉志                   | 札幌ゴルフ倶楽部輪厚コース                         |
| 2002年 | 第30回 | 尾崎将司                 | 札幌ゴルフ倶楽部輪厚コース                         |
| 2001年 | 第29回 | 林根基                   | 札幌ゴルフ倶楽部輪厚コース                         |
| 2000年 | 第28回 | 佐藤信人                 | 札幌ゴルフ倶楽部輪厚コース                         |
| 1999年 | 第27回 | 細川和彦                 | 札幌ゴルフ倶楽部輪厚コース                         |
| 1998年 | 第26回 | 深堀圭一郎               | 札幌ゴルフ倶楽部輪厚コース                         |
| 1997年 | 第25回 | 横田真一                 | 札幌ゴルフ倶楽部輪厚コース                         |
| 1996年 | 第24回 | カルロス・フランコ       | 札幌ゴルフ倶楽部輪厚コース                         |
| 1995年 | 第23回 | 尾崎将司                 | 札幌ゴルフ倶楽部輪厚コース                         |
| 1994年 | 第22回 | 尾崎将司                 | 札幌ゴルフ倶楽部輪厚コース                         |
| 1993年 | 第21回 | 中嶋常幸                 | 札幌ゴルフ倶楽部由仁コース (7,009ヤード、パー72)   |
| 1992年 | 第20回 | 尾崎将司                 | 札幌ゴルフ倶楽部輪厚コース                         |
| 1991年 | 第19回 | 大町昭義                 | 札幌ゴルフ倶楽部輪厚コース                         |
| 1990年 | 第18回 | 中嶋常幸                 | 札幌ゴルフ倶楽部輪厚コース                         |
| 1989年 | 第17回 | 尾崎将司                 | 札幌ゴルフ倶楽部輪厚コース                         |
| 1988年 | 第16回 | 尾崎直道                 | 札幌ゴルフ倶楽部由仁コース （7,031ヤード、パー72） |
| 1987年 | 第15回 | 青木功                   | 札幌ゴルフ倶楽部由仁コース （7,031ヤード、パー72） |
| 1986年 | 第14回 | 倉本昌弘                 | 札幌ゴルフ倶楽部輪厚コース （7,100ヤード、パー72） |
| 1985年 | 第13回 | 中嶋常幸                 | 札幌ゴルフ倶楽部輪厚コース （7,100ヤード、パー72） |
| 1984年 | 第12回 | 泉川ピート               | 札幌ゴルフ倶楽部輪厚コース （7,100ヤード、パー72） |
| 1983年 | 第11回 | 中嶋常幸                 | 札幌ゴルフ倶楽部輪厚コース （7,100ヤード、パー72） |
| 1982年 | 第10回 | 鈴木規夫                 | 札幌ゴルフ倶楽部輪厚コース （7,100ヤード、パー72） |
| 1981年 | 第9回  | 倉本昌弘                 | 札幌ゴルフ倶楽部輪厚コース （7,100ヤード、パー72） |
| 1980年 | 第8回  | 杉原輝雄                 | 札幌ゴルフ倶楽部輪厚コース （7,100ヤード、パー72） |
| 1979年 | 第7回  | グラハム・マーシュ       | 札幌ゴルフ倶楽部輪厚コース （7,100ヤード、パー72） |
| 1978年 | 第6回  | 杉原輝雄                 | 札幌ゴルフ倶楽部輪厚コース （7,100ヤード、パー72） |
| 1977年 | 第5回  | 杉原輝雄                 | 札幌ゴルフ倶楽部輪厚コース （7,100ヤード、パー72） |
| 1976年 | 第4回  | 村上隆                   | 札幌ゴルフ倶楽部輪厚コース （7,100ヤード、パー72） |
| 1975年 | 第3回  | 謝永郁                   | 札幌ゴルフ倶楽部輪厚コース （7,100ヤード、パー72） |
| 1974年 | 第2回  | 尾崎将司                 | 札幌ゴルフ倶楽部輪厚コース （7,100ヤード、パー72） |
| 1973年 | 第1回  | 尾崎将司                 | 札幌ゴルフ倶楽部輪厚コース （7,100ヤード、パー72） |

2018年は前述どおり地震の影響で中止となっている。

## テレビ放送
- テレビ中継は札幌テレビを制作局として、日本テレビ系列（NNS）全国ネットで録画放送されている。[27]3日目はNNS系列22局（秋田放送・山梨放送・北日本放送・福井放送・四国放送・高知放送・テレビ大分を除く）で、また最終日はNNS系列24局（秋田放送・山梨放送・北日本放送・福井放送・四国放送を除く）と琉球放送（TBS系列）の合計25局ネットで放送されている。また、四国放送はローカルスポンサーに差し替えて、2011年のみネットされた。なお、CS放送・日テレジータスでも放送されているため、地上波未ネットの地域でも、チャンネル契約すれば、大会の視聴は可能である。
- 2018年は前述の通り大会中止になったものの、テレビ放送そのものは北海道ローカルでの放送枠にて編成変更があるものの、全国向けの放送枠では放送内容を変更して放送することを発表。2日目放送予定枠は北海道ローカルであったが、この日は札幌テレビに限り、読売テレビ制作の全国ネットのワイドショー『情報ライブ ミヤネ屋』の14時55分以降を臨時にネット返上予定であったが、同番組を通常編成時同様フルネットする。3日目放送予定枠は『ANAオープンゴルフトーナメント～激闘の名場面～』を、最終日放送予定枠は『北海道に元気を!ANAオープンゴルフトーナメント』を放送した。
- 2023年は、最終日についてはNNS系列24局が同時ネットし、琉球放送は同日の深夜に時差ネットで放送した[28]。